# Afternoons in Utopia
Afternoon in Utopia és el segon àlbum de la banda alemanya de Synthpop Alphaville, publicat el 1986 a través de Warner Music Group. L'àlbum es va gravar entre setembre de 1985 i maig de 1986. El 7 de maig de 2021 es va llançar una versió remasteritzada i reeditada de l'àlbum, tant en CD com en vinil.

## Singles
De l'àlbum en van sortir cinc singles:
- "Dance with Me" (1986)
- "Universal Daddy" (1986)
- "Jerusalem" (1986)
- "Sensations" (1986, només a Àustria, França, als Països Baixos i a Suïssa)
- "Red Rose" (1986)

## Llista de temes
1. "I.A.O." – 0:42
2. "Fantastic Dream" – 3:56
3. "Jerusalem" – 4:09
4. "Dance with Me" – 3:59
5. "Afternoons in Utopia" – 3:08
6. "Sensations" – 4:24
7. "20th Century" – 1:25
8. "The Voyager" – 4:37
9. "Carol Masters" – 4:32
10. "Universal Daddy" – 3:57
11. "Lassie Come Home" – 6:59
12. "Red Rose" – 4:05
13. "Lady Bright" – 0:43